# پاملا روک
پاملا روک (انگلیسی: Pamela Rooke؛ ژوئن ۱۹۵۵ – ۳ آوریل ۲۰۲۲) که با نام‌های جردن و جردن مونی نیز شناخته می‌شود، یک مدل و هنرپیشه انگلیسی بود که در دهه ۱۹۷۰ برای حضور در بسیاری از اجراهای اولیه سکس پیستولز، کار با ویوین وست‌وود و بوتیک سکس در منطقه کینگز رود لندن در اواسط شهرت داشت. سبک و حس لباس او - یک مدل موی بلوند سفید پلاتینیومی با آرایش چشم راکون مانند تیره - او را به نمادی بسیار قابل مشاهده از خرده فرهنگ پانک لندن تبدیل کرد. او همراه با جانی راتن، سو کت وومن و سیوکسی سیوکس، خلق کننده ظاهر پانک لندنی است.